# Prvački trofej 1989. (hokej na travi)
11. Prvački trofej se održao 1989. godine.

## Mjesto i vrijeme održavanja
Održao se od 10. do 18. lipnja 1989.
Susreti su se odigrali u SR Njemačkoj, u zapadnom Berlinu.

## Sudionici
Sudjelovali su domaćin i branitelj naslova SR Njemačka, Australija, Uj. Kraljevstvo, Indija, Pakistan i Nizozemska. 

### Sastavi

#### Nizozemska
```
[ 1.] 
Frank Leistra
 (vr)           [ 9.] 
Gijs Weterings
 
[ 2.] 
Erik Jan Hinnen
              [10.] 
Stephan Veen
 
[ 3.] 
Cees Jan Diepeveen
           [11.] 
Floris Jan Bovelander
 
[ 4.] 
Maurits Crucq
                [12.] 
Reinier Siderius
 
[ 5.] 
Bastiaan Poortenaar
          [13.] 
Egon Jesse
 (vr) 
[ 6.] 
Hendrik Jan Kooijman
         [14.] 
Tom van 't Hek
 
[ 7.] 
Marc Delissen
                [15.] 
Erik Parlevliet
 
[ 8.] 
Jacques Brinkman
             [16.] 
Taco van den Honert
```

```
Trener:
                   
Hans Jorritsma

Menedžer:
                 
Joost Bellaart
```

## Natjecateljski sustav
Ovaj turnir se igralo po jednostrukom ligaškom sustavu. Za pobjedu se dobivalo 2 boda, za neriješeno 1 bod, a za poraz nijedan bod. 
Susrete se igralo na umjetnoj travi.

## Rezultati
```
* SR Njemačka - Indija                  2:3
* Nizozemska - Uj. Kraljevstvo          2:0
* Pakistan - Australija                 3:4
```

```
* SR Njemačka - Uj. Kraljevstvo         2:1
* Nizozemska - Pakistan                 3:2
* Indija - Australija                   2:3
```

```
* SR Njemačka - Nizozemska              1:2
* Uj. Kraljevstvo - Australija          1:2
* Indija - Pakistan                     0:1
```

```
* Nizozemska - Indija                   4:1
* Uj. Kraljevstvo - Pakistan            1:2
* SR Njemačka - Australija              1:1
```

```
* Indija - Uj. Kraljevstvo              1:2
* Nizozemska - Australija               1:2
* SR Njemačka - Pakistan                4:1
```

```
Završni poredak:
```

```
 1. 
 Australija         5     4     1     0     (12 :  8)         
9

 2. 
 Nizozemska         5     4     0     1     (12 :  6)         
8

 3. 
 SR Njemačka        5     2     1     2     (10 :  8)         
5

 4. 
 Pakistan           5     2     0     3     ( 9 : 12)         
4

 
 5. 
 Uj. Kraljevstvo    5     1     0     4     ( 5 :  9)         
2

 6. 
 Indija             5     1     0     4     ( 7 : 12)         
2
```

| Pobjednici                |
| ------------------------- |
| Australija Četvrti naslov |

## Najbolji sudionici
| Najbolji strijelac    | Pogodaka   |
| --------------------- | ---------- |
| Carsten Fischer       | 7 pogodaka |
| Floris Jan Bovelander | 6 pogodaka |
| Mark Hager            | 5 pogodaka |
| Qamar Ibrahim         | 3 pogotka  |
| Zahid Sharif          | 3 pogotka  |